# Saint-Paul (Hautes-Pyrénées)
Saint-Paul is een gemeente in het Franse departement Hautes-Pyrénées (regio Occitanie) en telt 232 inwoners (1999). De plaats maakt deel uit van het arrondissement Bagnères-de-Bigorre.

## Geografie
De oppervlakte van Saint-Paul bedraagt 6,9 km², de bevolkingsdichtheid is 33,6 inwoners per km².

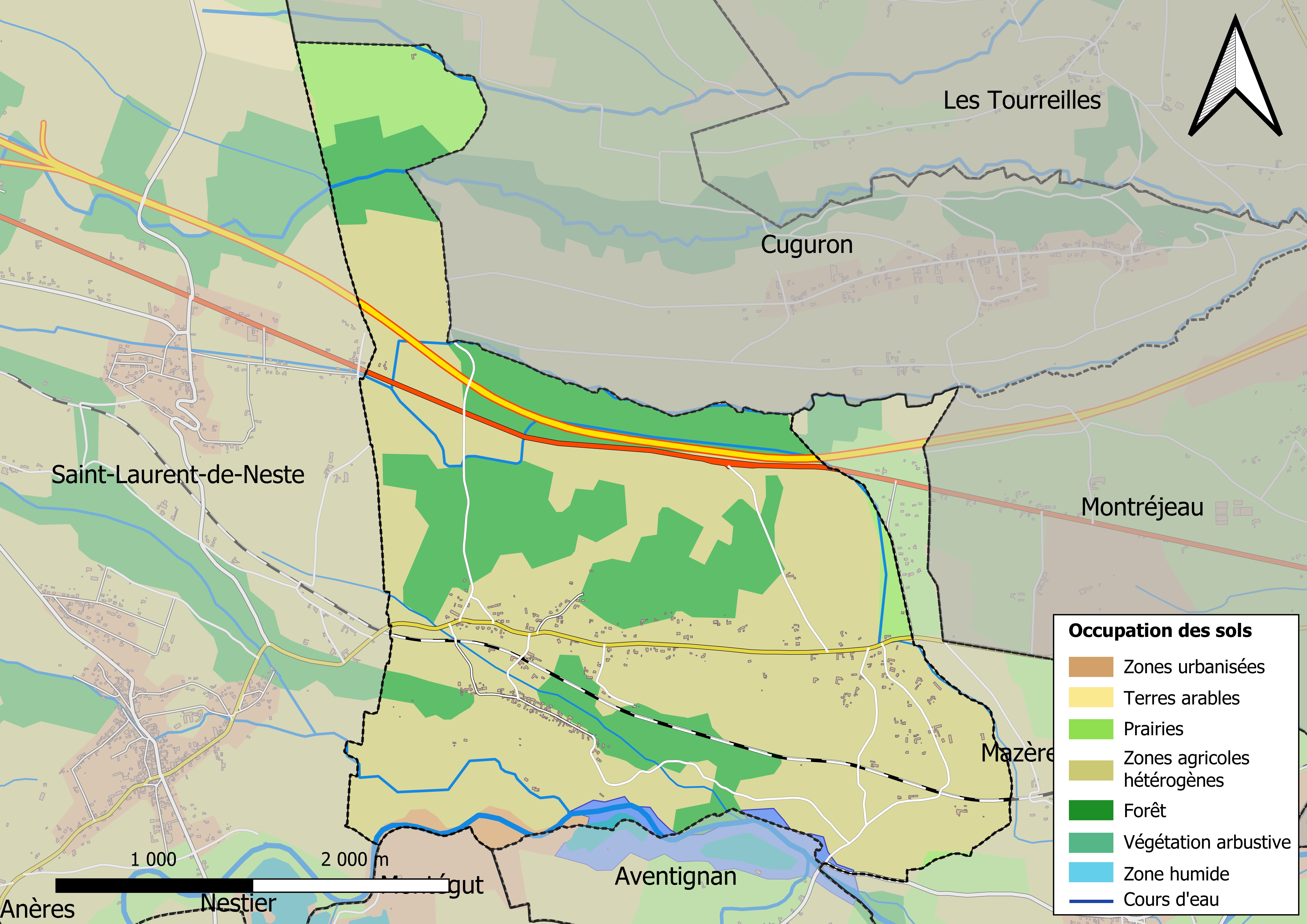
Kaart van de gemeente met belangrijkste infrastructuur, bodemgebruik en omliggende gemeenten

## Demografie
Onderstaande figuur toont het verloop van het inwonertal (bron: INSEE-tellingen).

1. ↑  Populations de référence 2022.